# BBC 스코틀랜드

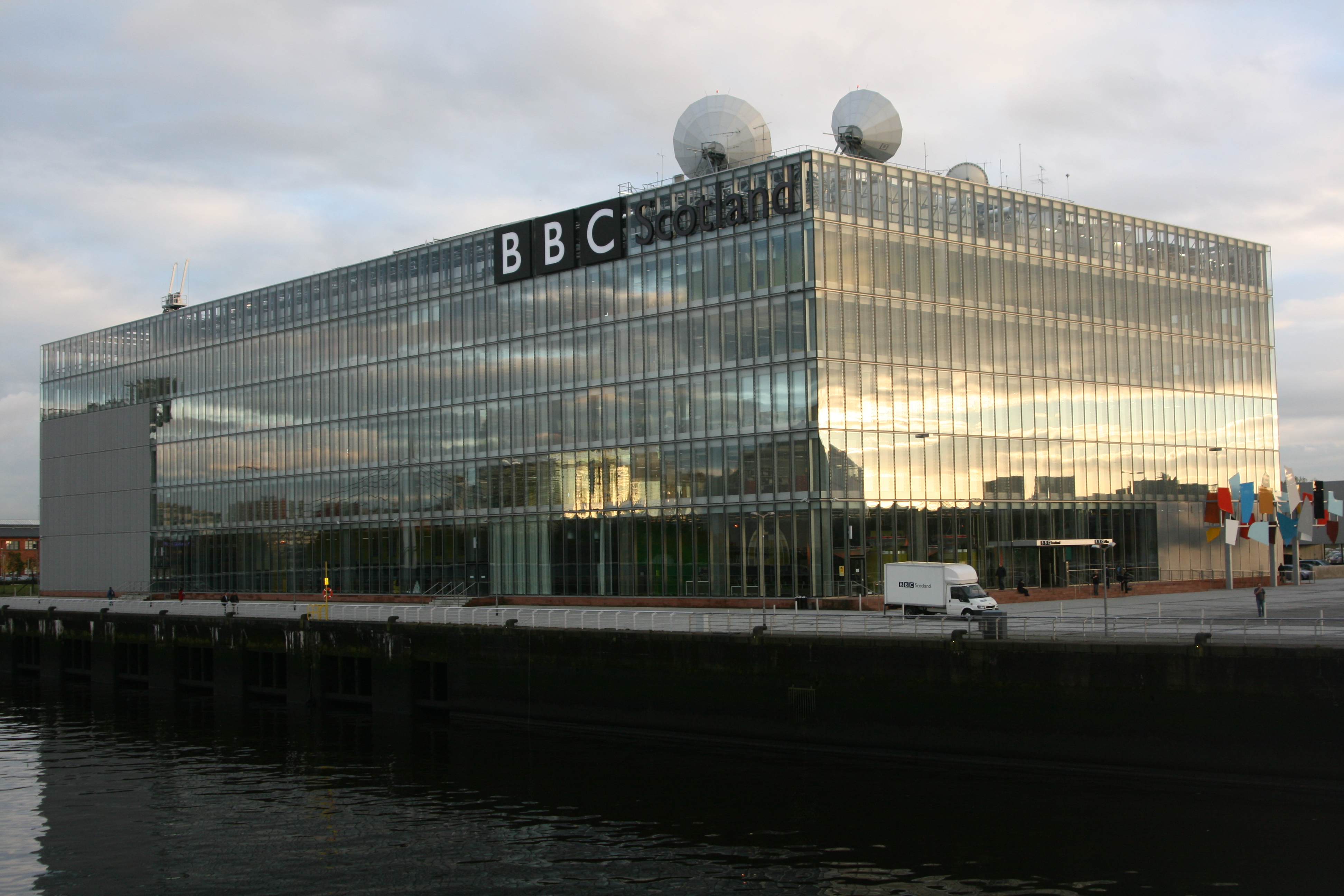

BBC 스코틀랜드(영어: BBC Scotland), 또는 BBC 알르바(스코틀랜드 게일어: BBC Alba)는 영국 BBC의 스코틀랜드 지역 방송사이다.
1923년 3월 6일에 영국방송회사(현 BBC)를 통한 라디오 방송인 5SC가 글래스고에서 개국하였으며, 이후 애버딘의 2BD, 던디의 2DE, 애든버러의 2EH가 차례로 개국하였다. 이들은 BBC Regional Programme에 속하였다가 1939년 BBC 홈 서비스(현 BBC 라디오 4)로 통폐합되었다. 이후 1978년에 자체 지역 방송인 BBC 라디오 스코틀랜드가 개국하면서 BBC 라디오 4의 스코틀랜드 지역 방송 프로그램이 모두 이전 되었다.
1952년 3월 14일에 BBC 스코틀랜드의 텔레비전 방송이 시작되었다. 이후 1967년에 컬러 텔레비전 방송이 실시되었다.

## 운영 중인 채널
- 텔레비전
  - BBC One 스코틀랜드 : BBC One의 스코틀랜드 지역 방송
  - BBC Two 스코틀랜드 : BBC Two의 스코틀랜드 지역 방송
  - BBC 알르바 : 스코틀랜드 게일어 방송, MG Alba와 연합하여 개국.
- 라디오
  - BBC 라디오 스코틀랜드: 영어 방송
  - BBC 라디오 넌 게얼: 스코틀랜드 게일어 방송